# Звезда Пласкетта
Звезда Пласкетта, также известная как HR 2422 или V640 Единорога, является спектрально-двойной звездой в созвездии Единорога. Находится на удалении более 5000 св. лет от Солнца.
Это одна из самых массивных обнаруженных двойных звёзд, общей массой около 100 масс Солнца. Длительное время считалась самой массивной двойной системой. Однако подробные изучения Эты Киля в 1996—2005 годах показали, что эта звезда с массой в 150 солнечных, ранее считавшаяся одиночной, является двойной системой.
Система названа в честь Джона Стэнли Пласкетта, канадского астронома, который в 1922 году вместе с сыном Хэрри Хемли Пласкеттом показал, что система является двойной, а также впервые измерил период обращения и массу её компонентов.
Пара имеет общую видимую звёздную величину 6,05m.
Орбитальный период вращения пары составляет 14,39625 ± 0,00095 дней. Вторая компонента системы очень быстро вращается вокруг оси с радиальной скоростью 300 км/с и должна из-за этого иметь форму сильно сплющенного эллипсоида.